# Dryomyza senilis
Dryomyza senilis is een vliegensoort uit de familie van de Dryomyzidae. De wetenschappelijke naam van de soort is voor het eerst geldig gepubliceerd in 1838 door Zetterstedt.